# Čtyřicet mučedníků z Brazílie
Čtyřicet mučedníků z Brazílie či Inácio de Azevedo a 39 druhů byly misionáři z Tovaryšstva Ježíšova, kteří byli roku 1570 zabiti Hugenoty. Katolická církev je uctívá jako blahoslavené.

## Mučednictví
Inácio de Azevedo získal kvůli stavu misie v Brazílii pověření od generálního představeného řádu Jezuitů Francisca de Borja shromáždit nové misionáře.
Španělští a hlavně portugalští Jezuité, kteří se chtěli připojit k misii se shromáždili ve Val de Rosal nedaleko Lisabonu. Zde je otec Inácio po dobu pěti měsíců připravoval na misii.
Dne 5. června 1570 vypluli na sedmi lodích na ostrovy Madeira u pobřeží Afriky. Otec Inácio plul na lodi Santiago se 43 Jezuity. Dne 12. června dorazily na Madeiru a i přes jasné nebezpečí pirátských lodí vyrazili na dvou lodích na Kanárské ostrovy.
Ve chvíli když se Inácio a 39 druhů přiblížili k Santa Cruz de la Palma dostihlo je pět rychlejších pirátských lodí pod velením francouzského hugenota. Když piráti nastoupili na loď Santiago a uviděli otce Inácia držet obraz Panny Marie, sekli ho mečem a hodili jej s obrazem v rukou přes palubu. Poté rozsekali zbývající Jezuity a hodili je též přes palubu. Jediný kdo přežil byl Juan Sanchez, který byl donucen být jejich kuchařem. Podařilo se mu utéct, když loď dorazila do La Rochelle ve Francii. Poté odešel do Portugalska, kde svým nadřízeným vyprávěl o této tragédii.
V okamžik mučednické smrti měla svatá Terezie z Avily vizi, kde viděla stoupat do nebe svého bratrance Francisca Péreze Godoyu s ostatními druhy. Svatá Terezie byla první osobou která se o této skutečnosti dozvěděla ve vizi.
Seznam mučedníků:
1. Inácio de Azevedo, portugalský kněz a vedoucí misie (nar. 1526 Porto, Portugalsko)
2. Diogo de Andrade, portugalský kněz (nar. asi 1531, Pedrógão Grande, Portugalsko)
3. Aleixo Delgado, novic (nar. Elvas, Portugalsko)
4. Alonso de Baena, řeholník (nar. asi 1539, Villatobas, Španělsko)
5. Álvaro Borralho Mendes, klerik (nar. Elvas, Portugalsko)
6. Amaro Vaz, novic (nar. 1554, Bemfazer, Portugalsko)
7. André Gonçalves, klerik (nar. Viana de Alvito, Portugalsko)
8. António Correia, novic (asi 1553, Porto, Portugalsko)
9. Antônio Fernandes, (nar. asi 1552, Montemor-o-Novo, Portugalsko)
10. António Soares, klerik (nar. Vila de Trancoso, Portugalsko)
11. Bento de Castro, klerik (nar. asi 1543, Chacim, Portugalsko)
12. Brás Ribeiro, novic (nar. asi 1546, Braga, Portugalsko)
13. Diogo Pires Mimoso, klerik (nar. Nisa, Portugalsko)
14. Domingos Fernandes, řeholník (nar. 1551, Borba, Portugalsko)
15. Esteban Zuraire, řeholník (nar. Zudaire, Španělsko)
16. Fernando Sánchez, klerik (nar. Castilla Vieja, Španělsko)
17. Francisco Alvares, řeholník (nar. asi 1539, Covilhã, Portugalsko)
18. Francisco de Magalhães, novic (nar. 1549, Vila de Alcácer do Sal, Portugalsko)
19. Francisco Pérez Godoy, novic (nar. 1540, Torrijos, Španělsko)
20. Gaspar Alvares, řeholník (nar. Porto, Portugalsko)
21. Gonçalo Henriques, klerik a jáhen (nar. Porto, Portugalsko)
22. Gregorio Escribano, řeholník a koadjutor (nad. Logroño, Španělsko)
23. Iõao "Adauctus", řeholní kandidát (Entre Douro e Minho, Portugalsko), jeho strýc byl kapitánem lodi na které byli přepravováni
24. João Fernandes, klerik a dočasný koadjutor (nar. asi 1547, Braga, Portugalsko)
25. João Fernandes, klerik (ne. asi 1551, Lisabon, Portugalsko)
26. Juan de Mayorga, řeholník (nar. asi 1533, Saint-Jean-Pied-de-Port, Francie)
27. Juan de San Martín, novic (nar. Yuncos, Španělsko)
28. Juan de Zafra, novic (nar. Jerez, Španělsko)
29. Luís Correia, klerik (nar. Évora, Portugalsko)
30. Luís Rodrigues, novic (nar. asi 1554, Évora, Portugalsko)
31. Manuel Alvares, řeholník (nar. asi 1536, Estremoz, Portugalsko)
32. Manuel Fernandes, klerik (nar. Celorico da Beira, Portugalsko)
33. Manuel Pacheco, klerik (nad. Ceuta, Španělsko)
34. Manuel Rodrigues, klerik (nar. Alcochete, Španělsko)
35. Marcos Caldeira, novic (nar. asi 1547, Vila de Feira, Portugalsko)
36. Nicolau Dinis, novic (nar. asi 1553, Bragança, Portugalsko)
37. Pedro de Fontoura, klerik (nar. Braga, Portugalsko)
38. Pedro Nunes, klerik (nar. Vila da Fronteira, Portugalsko)
39. Simão da Costa, novic (nar. asi 1570, Porto, Portugalsko)
40. Simão Lopes, klerik (nar. Ourém, Portugalsko)

## Proces blahořečení
Jejich proces blahořečení byl zahájen v arcidiecézi Évora.
Dne 11. května 1854 uznal papež Pius IX. jejich kult úcty.